# إرسي (جلفا)
إرسي هي قرية في مقاطعة جلفا، إيران. يقدر عدد سكانها بـ 873 نسمة بحسب إحصاء 2016.